# Ahmad Chalabi
Aḥmad ʿAbd al-Hādī al-Chalabī al-Jalīl (in arabo أحمد عبد الهادي الجلبي‎?; Baghdad, 30 ottobre 1944 – Baghdad, 3 novembre 2015) è stato un politico iracheno.
Professore di matematica, ha lavorato nell'Università di Chicago e nel Massachusetts Institute of Technology di Boston. Oppositore del regime dittatoriale di Saddam Hussein, fu coinvolto nel tentativo degli Stati Uniti di dare un volto nuovo e democratico all'Iraq dopo la sua vittoria militare del 2003, elevandolo alla presidenza del Congresso nazionale iracheno.
Fu ministro del Petrolio a interim dal 28 aprile 2005 al gennaio 2006 e vice-primo ministro dal maggio 2005 al maggio 2006.

## Critiche
Shalabi suscitò controversie tra i suoi sostenitori e i suoi detrattori per numerose ragioni. 
Fu a causa di false informazioni, analizzate con notevole (e, secondo alcuni critici, "interessata") superficialità, circa una pretesa presenza di armi "di distruzione di massa" in Iraq, che gli Stati Uniti del presidente George W. Bush, del suo vice Dick Cheney e del ministro della Difesa Donald Rumsfeld decisero d'intervenire militarmente contro il regime dittatoriale di Saddam Hussein nel 2003. La massima parte delle informazioni ostentate per convincere all'intervento i loro alleati si rivelò assolutamente infondata e falsa e i dirigenti statunitensi additarono come responsabile di molte di esse proprio Shalabi, andando così incontro alle catastrofiche conseguenze che gli USA dovettero poi fronteggiare, senza compiutamente risolverle, in Iraq.
Le relazioni di Shalabi con alcuni dei più influenti neo-conservatori statunitensi (neocons) hanno rafforzato i suoi critici: Shalabi conosceva personalmente Paul Wolfowitz, lo stratega della "dissuasione nucleare" Albert Wohlstetter e il democratico Richard Perle, consigliere politico del segretario alla Difesa sotto l'amministrazione di Ronald Reagan, nonché membro della Commissione della politica della Difesa dal 1987 al 2004. Certi suoi avversari, che lo accusavano di esser niente più che un ciarlatano, gli rimproverarono la sua dubbiosa lealtà e una base politica inconsistente in Iraq. Non rappresentando di fatto in alcun modo le sensibilità e le necessità del popolo iracheno, passato dalla dittatura e dalla repressione al dominio delle forze armate di una nazione straniera occupante, il suo ruolo presso le forze della Coalizione scemò sensibilmente dopo il 2003.
Fu coinvolto nel fallimento della banca giordana Petra.